# 1991 NY
1991 NY är en asteroid i huvudbältet som upptäcktes den 13 juli 1991 av den amerikanske astronomen Henry E. Holt vid Palomar-observatoriet.
Asteroiden har en diameter på ungefär 8 kilometer.